# Michael Bohnen

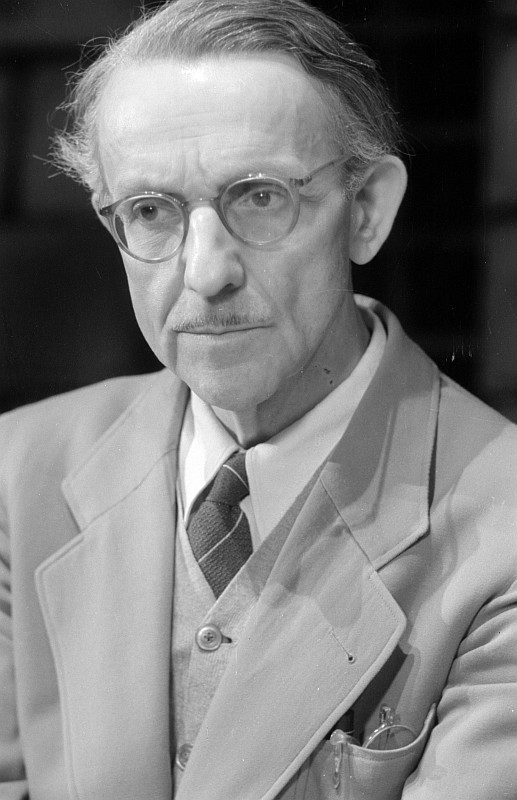
Michael Bohnen als Intendant der Deutschen Oper Berlin im September 1945, Porträtfoto von Abraham Pisarek

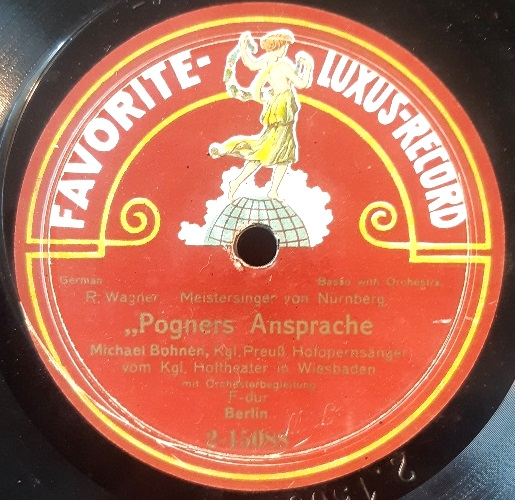
Eine der ersten Schallplatten von Michael Bohnen, Berlin 1913

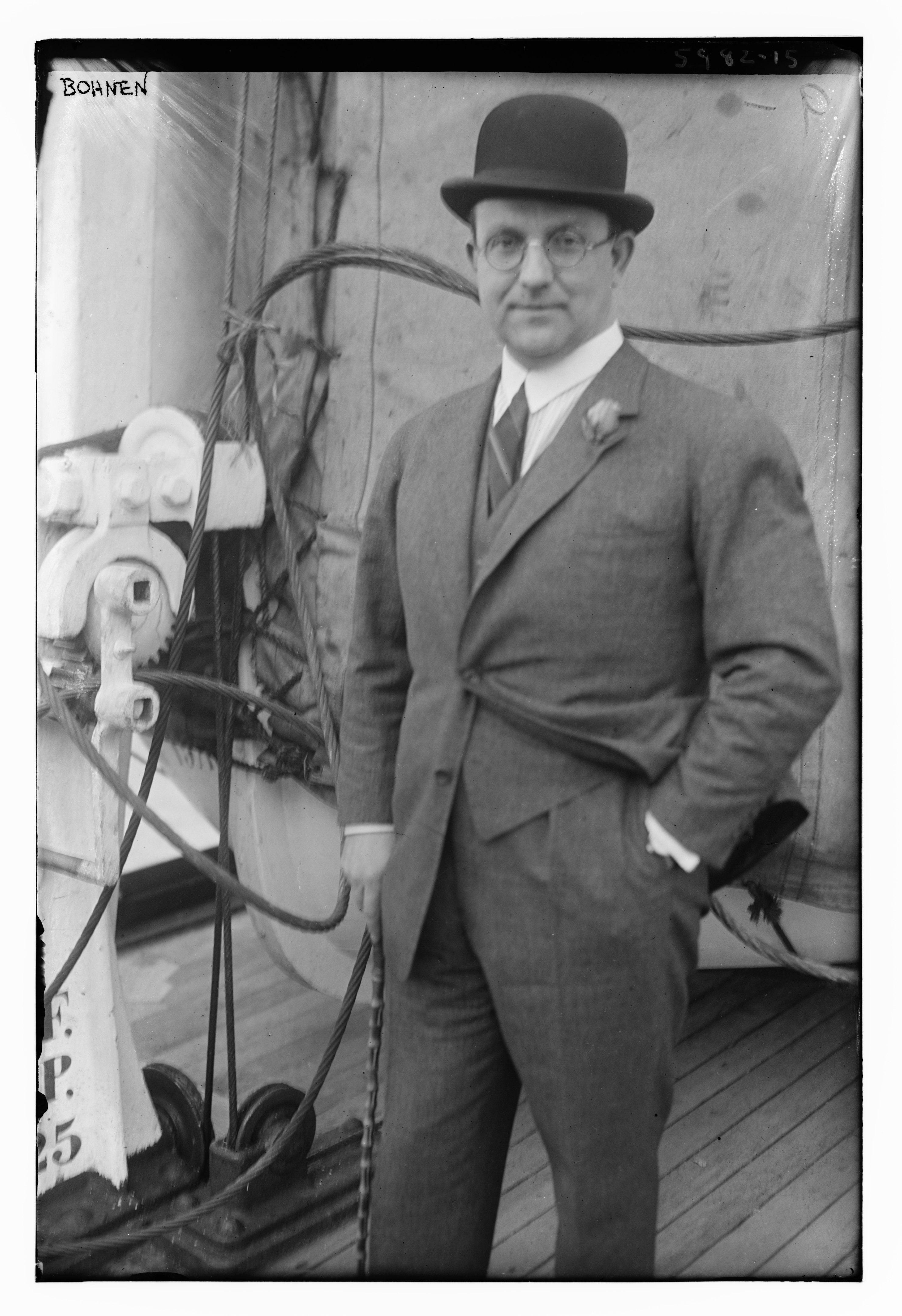
Der Weltstar auf Reisen: Bohnen an Bord eines Dampfers in den 1920er Jahren

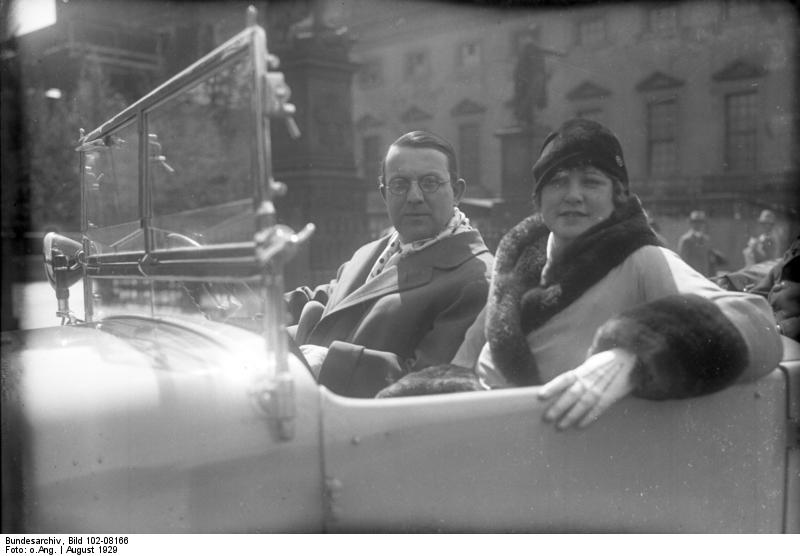
Michael Bohnen im August 1929 mit Mary Lewis in Berlin

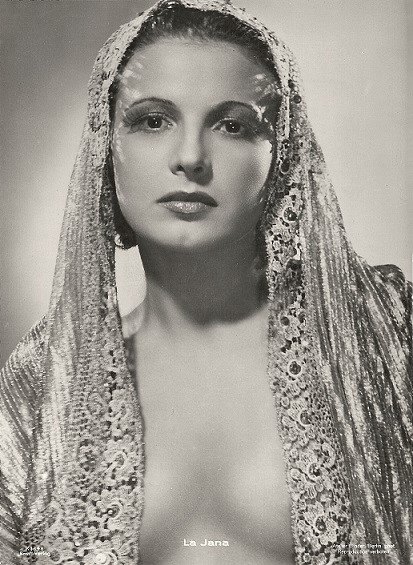
Die Tänzerin La Jana, Porträtfoto von Alexander Binder, Berlin, 1920er Jahre

Franz Michael Bohnen (* 2. Mai 1887 in Köln; † 26. April 1965 in Berlin) war ein deutscher Opernsänger. Als Bassbariton brachte Bohnen es in den 1920er und 1930er Jahren zum Weltstar. In Deutschland war er auch als Filmschauspieler populär.

## Leben

### Frühe Jahre
Michael Bohnen, Sohn eines Werkmeisters, besuchte eine höhere Schule bis zum Einjährigen. Bei der Vorbereitung auf den Beruf eines Ingenieurs im Eisenwerk Wülfel fiel er durch seine schöne Bassstimme auf. Er begann eine einjährige Ausbildung zum Opernsänger am Konservatorium in Köln unter Fritz Steinbach, gefolgt von 5 Jahren Gesangsstudien bei Richard Schulz-Dornburg (1855–1913). Im Jahr 1910 debütierte er am Stadttheater Düsseldorf als Bassbariton. Im Jahr 1912 holte ihn der Generalintendant der Königlich-Preußischen Staatstheater, Georg von Hülsen-Haeseler, an das Hoftheater Wiesbaden.
Bohnen heiratete 1913 Gertrud Greven (1890–1973), die Tochter eines Gönners. Aus der Ehe gingen die Söhne Wolfgang (* 1914, gefallen 1942 als Feldgeistlicher im Kaukasus) und Marcel (* 1915) hervor.
Als jüngstem Sänger seiner Zeit verlieh ihm im selben Jahr sein Dienstherr in Wiesbaden, König Wilhelm II. von Preußen, den Titel „Kammersänger“. In den Jahren bis 1914 trat Bohnen auch bei den Bayreuther Festspielen und in London auf. Hülsen-Haeseler versetzte ihn 1914 an die Hofoper in Berlin. Bohnen galt bereits als „junger Star mit etwas schwierigem Ruf“. Nur kurze Zeit Soldat, wurde er 1915 an die Berliner Hofoper zurückberufen. Nach dem Abschied seines Förderers Hülsen-Haeseler im Gefolge der Novemberrevolution gehörte Bohnen nicht mehr dem Ensemble der Staatsoper an.

### Internationaler Star
Von 1918 bis 1922 unternahm Bohnen Gastspielreisen durch die Welt, sang an allen großen Opernhäusern Europas. Unter den Gesangspartnern des „deutschen Schaljapin“ waren Enrico Caruso, Benjamino Gigli, Heinrich Schlusnus und Marcel Wittrisch. In Berlin hatte Bohnen Richard Strauss kennengelernt, der für ihn Lieder komponierte und in seinen Produktionen einsetzte, so 1925 in der Rolle des Barons Ochs von Lerchenau in der Verfilmung der Oper Der Rosenkavalier. Auch bei den Salzburger Festspielen trat Bohnen auf, ferner in zahlreichen Operetten. Im Jahr 1923 debütierte er in New York in der amerikanischen Uraufführung der Oper Mona Lisa von Max von Schillings und wurde Mitglied der Metropolitan Opera. Dort heiratete er 1927 die Sängerin Mary Lewis (1900–1941), die sich 1930 von ihm in Los Angeles scheiden ließ. Lange Jahre lebte Bohnen mit der Tänzerin La Jana zusammen, die er 1928 kennengelernt hatte, was für Mary Lewis einer der Scheidungsgründe gewesen war. Im Jahr 1933 ging Bohnen nach Buenos Aires an das Teatro Colón.
In Deutschland hatte Bohnen auch als Filmschauspieler große Popularität erlangt und besaß zeitweilig eine eigene Filmgesellschaft, die Bohnen-Film GmbH (1920–1927). Er spielte in über 30 Filmen, so 1919 im Monumentalfilm Die Herrin der Welt, 1937 im Musikfilm Mutterlied und 1943 im UFA-Jubiläumsfilm Münchhausen. Legendär wurde dabei seine Muskelkraft. Seine Kollegin Lil Dagover beschreibt in ihrer Autobiographie, wie er unter anderem mit einem lebendigen Stier kämpfte oder in August der Starke mit ausgestreckten Armen einen Knaben zum Fenster hinaushielt. Wegen seines über die „traditionell steife Operngestik“ hinausgehenden Spiels galt er als der „einzige singende Schauspieler des deutschen Musiktheaters“.
Zu Emil Jannings und Max Schmeling entwickelte sich eine langjährige Freundschaft. 1932 bezog Bohnen eine Mietwohnung in dem luxuriösen Wohnhaus Kurfürstendamm 50 in Berlin-Charlottenburg. Dort wohnte er bis an sein Lebensende.

### In der NS-Zeit
Nachdem er das Angebot eines dreijährigen Filmvertrags für Hollywood ausgeschlagen hatte, kehrte Bohnen 1934 in das nun nationalsozialistische Deutschland zurück. Er sang zunächst in Berlin wieder an der Staatsoper und wurde 1934 Mitglied des Ensembles des Deutschen Opernhauses, das der Propagandaminister Joseph Goebbels seinem Verantwortungsbereich zugeschlagen hatte. Bohnen genoss einige Freiheiten, wie die Möglichkeit, seine Rollen auszuwählen und weiterhin auf Gastreisen zu gehen. Zwar unterhielt er in der NS-Zeit „gewisse fragwürdige Verbindungen“, doch entzog er sich einem politischen Engagement und unterließ im Unterschied zu anderen bedeutenden Ensemblemitgliedern den Beitritt zur NSDAP.

### In der Viersektorenstadt Berlin
Nach der Eroberung Berlins am 2. Mai 1945 begann die sowjetische Besatzungsmacht sofort unter Rückgriff auf die Gruppe Ulbricht mit dem Aufbau einer „antifaschistischen“ Stadtverwaltung. Zwecks Aufbau des Theaterwesens ernannte der Stadtkommandant Generaloberst Bersarin Heinz Tietjen zum Generalintendanten aller Berliner Bühnen und Orchester. Tietjen war in der NS-Zeit Intendant der Staatsoper Unter den Linden gewesen, die zum Machtbereich des preußischen Ministerpräsidenten Hermann Göring gehörte, der in Hitlers Führungsclique mit Goebbels rivalisiert hatte. Die Konkurrenz der beiden bestimmte auch das Verhältnis der ihnen unterstehenden Opernhäuser. Nach dem Fortfall der Regierungsebenen befürchtete das Ensemble der Deutschen Oper eine gefährliche Machtverschiebung im Berliner Musikleben zugunsten der Staatsoper durch den allmächtigen Tietjen. Es legte sich eine selbständige Leitung unter Bohnen zu, der als Nazigegner gelten konnte, und nicht Tietjens Ensemble der Bayreuther Festspiele angehört hatte.
Bohnen eröffnete als neuer Intendant des in „Städtische Oper Berlin“ umbenannten Hauses am 15. Juni 1945 den Spielbetrieb, wo er Hans Beirer und Josef Metternich zu seinen bevorzugten Schülern machte. Zu dieser Zeit bildete die sowjetische Besatzungsmacht die Kammer der Kunstschaffenden. Zu Mitgliedern des Präsidialrats ernannte sie neben Fritz Erpenbeck, Erich Otto und Eduard von Winterstein auch Michael Bohnen. Die Kammer amtierte als Rechtsnachfolgerin der Reichskulturkammer in deren unzerstörtem Gebäude in der Schlüterstraße 45 und entschied anhand des vollständig vorhandenen Aktenbestands aus der NS-Zeit auf dem Weg der Einzelfallprüfung über das weitere individuelle Fortkommen der Kunstschaffenden bis hin zu ihrer Versorgung mit Lebensmitteln.
In seiner Doppelrolle fungierte Bohnen als „Galionsfigur“ einer Koalition gegen Tietjen, der sich durch seinen Machtanspruch, verbunden mit rigiden Entlassungen von auch nur nominellen NSDAP-Mitgliedern, unter den Kunstschaffenden zahlreiche Feinde geschaffen hatte. Dank der Mitwirkung des Dirigenten Leo Borchard gelang es Tietjens Feinden, ihn Ende Juni 1945 bei Bersarin wegen seiner zwielichtigen Vergangenheit zu denunzieren. Daraufhin setzte dieser ihn ab.
Mit seinen „zweifelhaften Managerqualitäten“ und als „schwierig“ bekannt, wurde Bohnen 1947 zum Opfer einer Intrige im Ensemble der Städtischen Oper. So forderte der Betriebsrat im Oktober 1946 auf Grund von Äußerungen Beirers aus dem Jahr 1946 ein Entnazifizierungsverfahren für Bohnen. Dem folgte am 5. April 1947 der Magistrat von Berlin, verbunden mit der sofortigen Beurlaubung des „Nazis“ Bohnen vom Amt des Intendanten der Städtischen Oper. Im selben Jahr fand die Kammer der Kunstschaffenden durch politischen Zwistigkeiten unter den Besatzungsmächten ihr Ende. Erst Anfang 1949 erwies sich die Denunziation gegen Bohnen als vollkommen haltlos. Rehabilitiert kehrte Bohnen an die Städtische Oper zurück, wo 1948 der ebenfalls rehabilitierte Tietjen sein Nachfolger als Intendant geworden war. Im Herbst 1950 trat Bohnen wieder an der Berliner Staatsoper auf und erlebte ein kurzes Comeback als Sänger, doch lag der Zenit seines Schaffens hinter ihm. Er musste 1951 aus Gesundheitsgründen von der Bühne abtreten. Bohnen geriet schnell in finanziell prekäre Verhältnisse.

### Der „Fall Bohnen“ im geteilten Berlin
Zukunftssorgen, Selbstüberschätzung und Geltungsdrang, verbunden mit politischer Ahnungslosigkeit, ließen Bohnen 1952 im geteilten Berlin zu einem „Fall“ im kulturellen Ost-West-Konflikt werden. Auf den Berliner Bühnen fand er als Kampf um die künstlerische Überlegenheit der einen Seite über die andere statt. Im Wettbewerb um höhere Gagen und günstigere Arbeitsbedingungen konnte die zahlungskräftigere Ost-Berliner Seite den Bühnenschaffenden aus West-Berlin die besseren Angebote machen. Um Anwerbungen von Künstlern aus West-Berlin entgegenzutreten, hatte der West-Berliner Kultursenator im Senat von Berlin, Joachim Tiburtius, über sie alle ein Auftrittsverbot für Ost-Berlin verhängt. Vermutlich in Sorge um eine Dauerstellung in West-Berlin taktierend, verlautbarte hingegen der noch populäre und stets öffentlich agierende Bohnen, er habe „Angebote von der Ostzone“, die er freilich nicht annehmen wolle. Als er Anfang 1952, zusammen mit Helene Riechers, an einer von der Sozialistischen Einheitspartei Deutschlands (SED) kontrollierten propagandistischen „Konferenz der Berliner Kulturschaffenden“ mitgewirkt hatte, veranlasste Tiburtius, ihm die vom Senat in Aussicht gestellte Ehrenpension nicht zu gewähren. Bohnen reagierte zunächst mit pathetischen Treubekundungen zum Westen, schwenkte aber, als der Senat dies ignorierte, „demonstrativ“ auf die Politik der SED um. Während er sich von der Partei propagandistisch vereinnahmen ließ und mehrmals an der Staatsoper auftrat, erwartete Bohnen eine herausragende Dauerfunktion im Ost-Berliner Kulturleben zu bekommen. Zwar erhielt er Ehrungen, wie 1952 den Goethepreis der Stadt Berlin, doch führten seine Gespräche mit staatlichen Stellen der DDR nicht zu dem von ihm gewünschten Ergebnis. Spätestens im Mai 1953 fühlte sich Bohnen von der SED hintergangen und versuchte, sich wieder dem Senat anzunähern. Diese erneute Wendung erkannte Tiburtius nicht an. Obwohl Bohnens Agieren von der Öffentlichkeit zunehmend als peinlich empfunden wurde, hatte er noch genügend Freunde und Verehrer, die Tiburtius wenigstens zu einer einmaligen Unterstützungszahlung von 200 DM an den ohne Engagement in tatsächlich ernsten finanziellen Nöten steckenden Bohnen bewegen konnten. Daraufhin bewarb sich Bohnen im November 1953 „völlig an der Realität vorbei“ um die gerade frei gewordene Stelle des Intendanten der Städtischen Oper und spielte sein Engagement für den Osten herunter. Während er sich um eine Ehrenpension bemühte, hatte Bohnen 1953 seine dritte Ehe mit der Zeichnerin Ingeborg Behrend (* 1918) geschlossen. Im Jahr 1954 setzte der inzwischen mitfühlend gewordene Tiburtius gegen den Einspruch seines Senatsrats Franz Wallner-Basté eine monatliche Ehrenpension der Stadt Berlin (West) in Höhe von 200 DM für Bohnen durch.

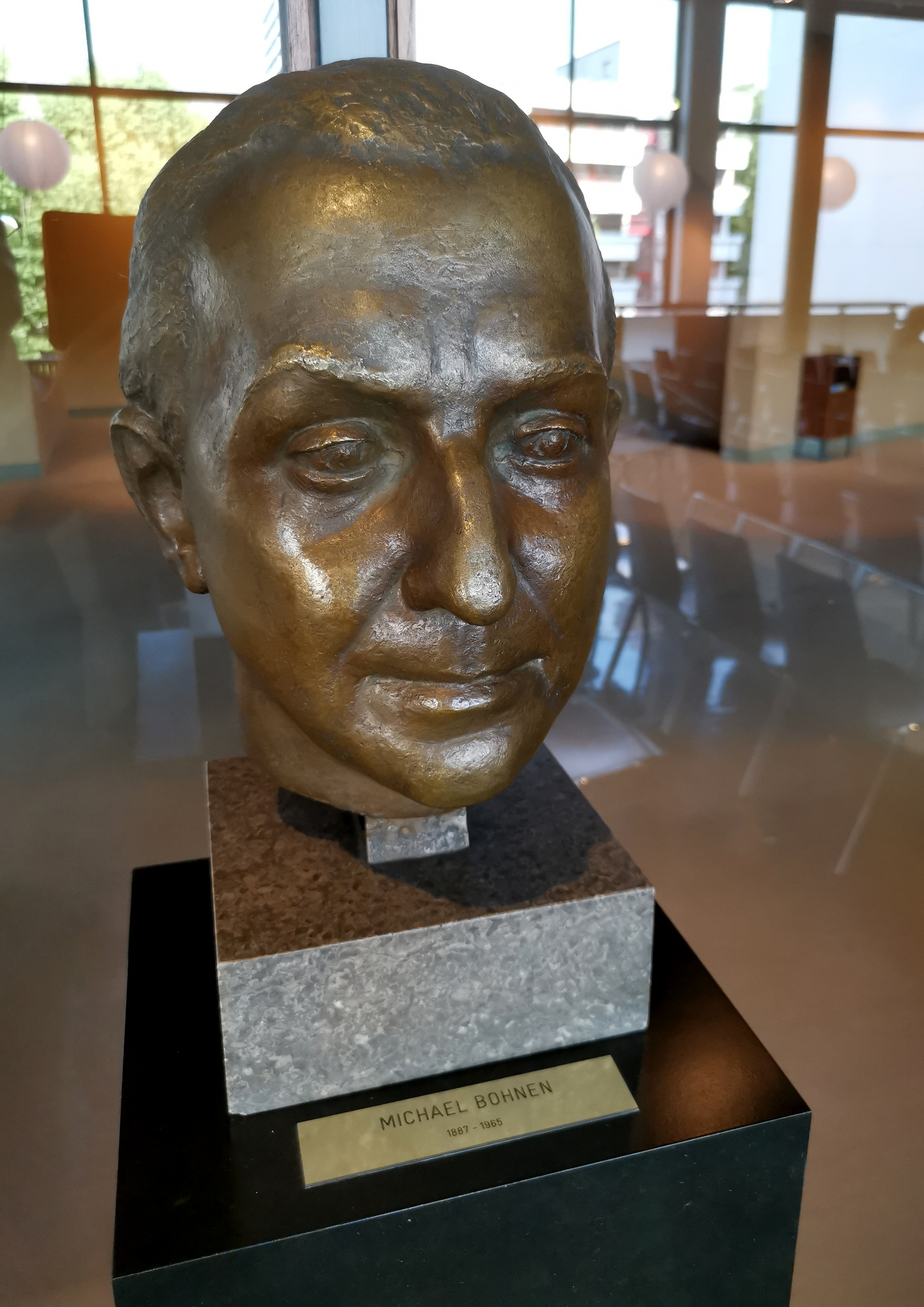
Büste in der Deutschen Oper Berlin

### Letzte Jahre
Im Mai 1955 erhöhte Tiburtius die monatliche Pension von 200 DM auf 300 DM. Bohnen habe Reue gezeigt, sei ein bedeutender Künstler und habe eine Zeit seines Lebens in Not verbracht. Er schlug ihn für das Bundesverdienstkreuz vor, das Bohnen 1957 auf persönlichen Wunsch des Bundespräsidenten Theodor Heuss 1957 als Großes Bundesverdienstkreuz erhielt. Im selben Jahr trat er einmal noch in einer Operette im West-Berliner Titania-Palast auf. Im Sommer 1958 steigerte Tiburtius die Ehrenpension auf 700 DM, was ungefähr dem Fünffachen einer Durchschnittsrente entsprach. Bohnen lebte danach zurückgezogen als Gesangspädagoge in Berlin.
Michael Bohnen starb, eine Woche vor seinem 78. Geburtstag, am 26. April 1965 an akuter Herzschwäche in seiner Wohnung am Kurfürstendamm.
Er hinterließ Lebenserinnerungen, die seit 1954 unter dem Titel „Michael Bohnen zwischen Kulissen und Kontinenten“ in Manuskriptform vorliegen, sowie zahlreiche Schallplatten auf den Marken Favorite (Berlin 1913), Pathé (Berlin 1914), Grammophon (Berlin 1914–25), Odeon (Berlin 1914, 1916 und 1923), Brunswick (Chicago 1923–26); in den Jahren 1926–29 waren elektrische Aufnahmen für Brunswick, Parlophon, Odeon, Grammophon, Electrola und Ultraphon entstanden. Sein schriftlicher Nachlass (16 Aktenordner) befindet sich in der Staatsbibliothek zu Berlin (N. Mus. Nachl. 41).
Bohnens Grab befindet sich auf dem landeseigenen Friedhof Heerstraße in Berlin-Westend (Grablage: 18-B-9). Der Berliner Senat beschloss 1984, die letzte Ruhestätte von Michael Bohnen für zwanzig Jahre als Ehrengrab des Landes Berlin zu widmen. Nach Ablauf dieser Frist entschied der Senat im November 2005, die Widmung nicht zu verlängern.

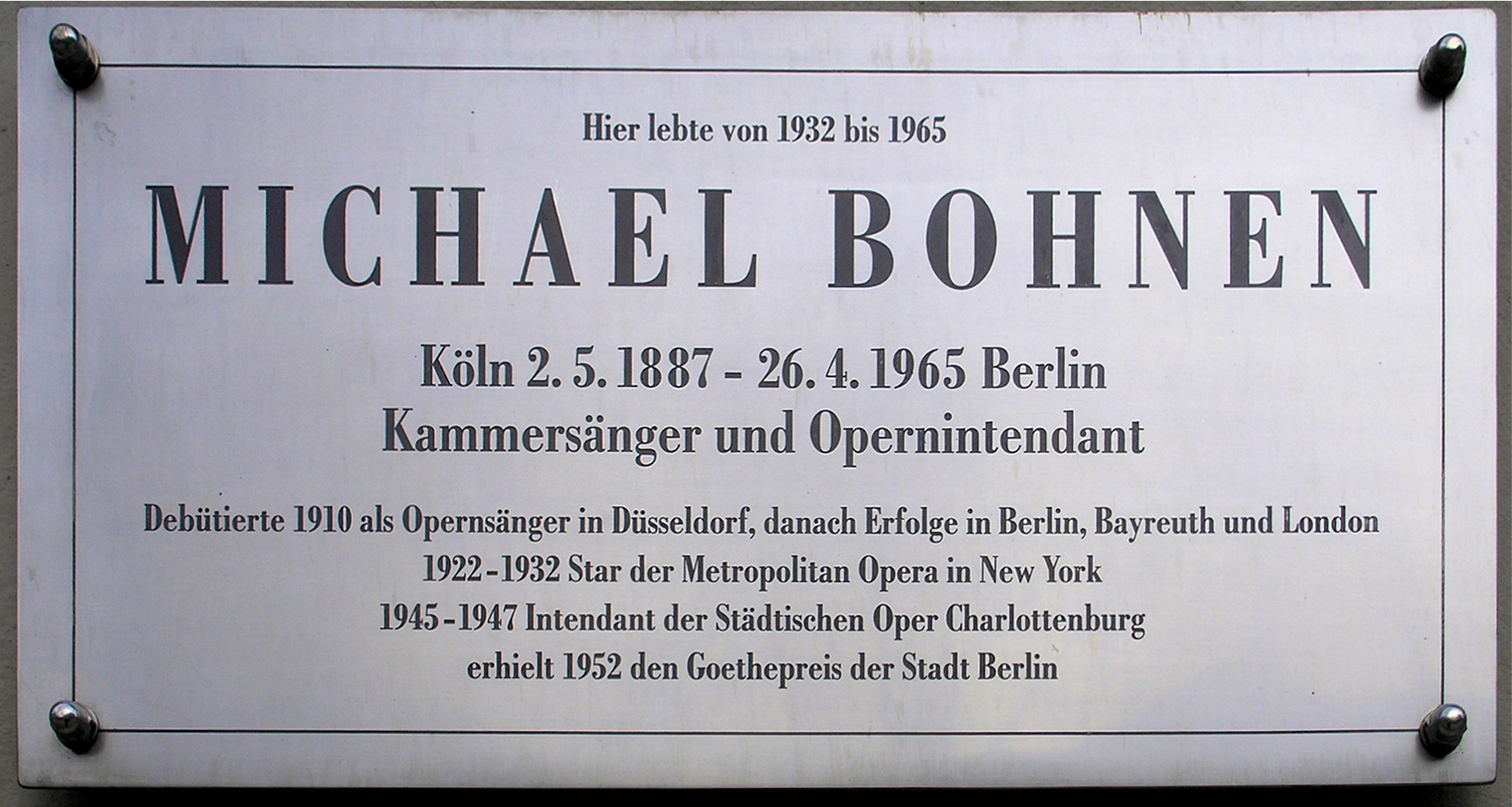
Gedenktafel am Wohnhaus Kurfürstendamm 50

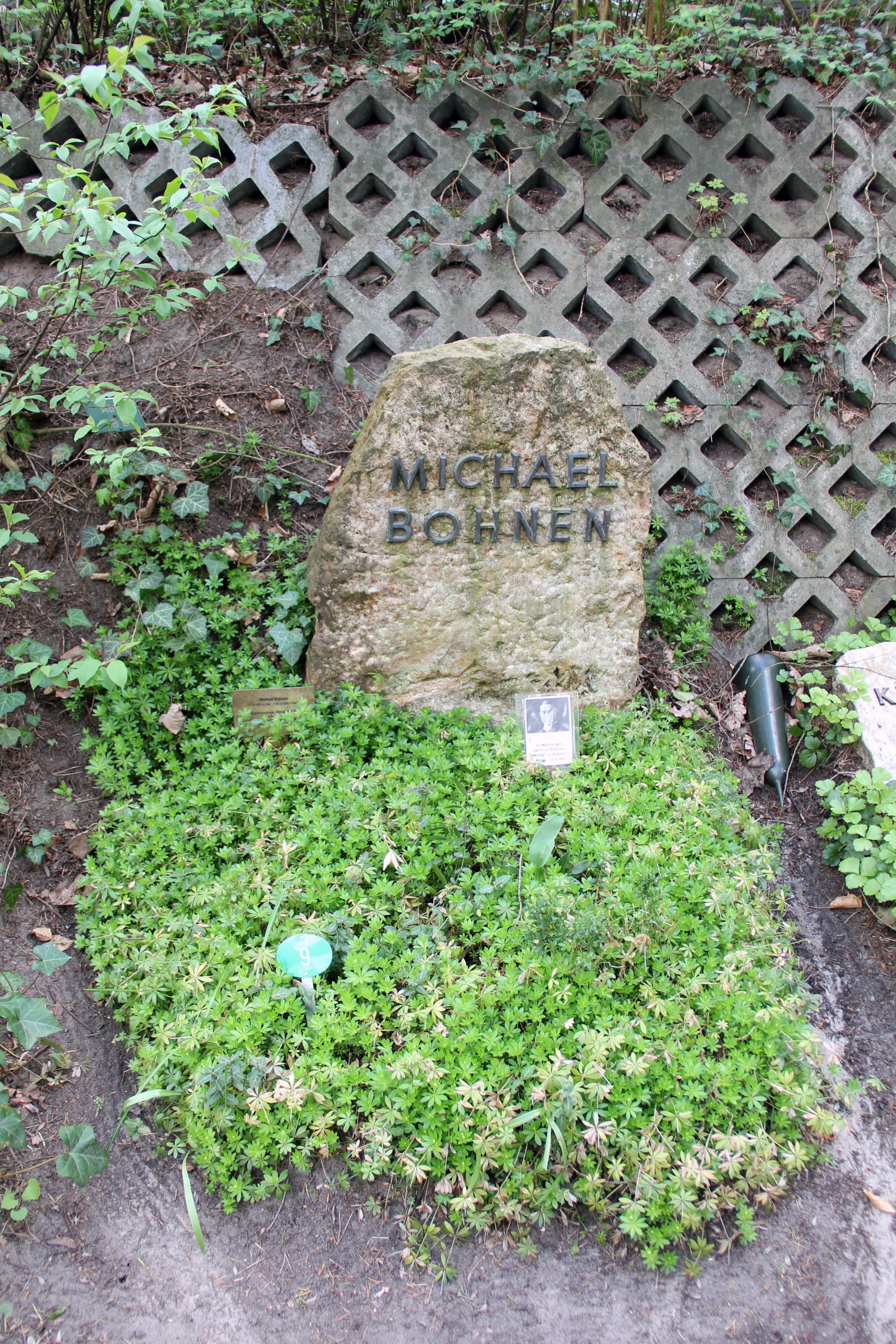
Grab von Michael Bohnen auf dem Friedhof Heerstraße in Berlin-Westend

## Darstellung Bohnens in der bildenden Kunst (Auswahl)
- Simeon Nalbandian: Bildnis des Kammersängers Michael Bohnen (Tafelbild, Öl, 1951)[15]

## Filmografie (Auswahl)
- 1919: Das Buch Esther
- 1919/20: Die Herrin der Welt (8 Teile)
- 1920: Präsident Barrada (auch Produzent)
- 1921: Das Geheimnis der Santa Maria (auch Produzent)
- 1921: Der Abenteurer (auch Produzent)
- 1926: Der Rosenkavalier
- 1927: Kopf hoch, Charly!
- 1930: Zwei Krawatten
- 1931: Viktoria und ihr Husar
- 1934: Gold
- 1935: Liselotte von der Pfalz
- 1935: Der Gefangene des Königs
- 1936: August der Starke
- 1939: Das unsterbliche Herz
- 1940: Der liebe Augustin
- 1940: Achtung! Feind hört mit!
- 1957: Frühling in Berlin

## Ehrungen
- 1913 Königlich-preußischer Kammersänger (Ernennung durch Kaiser Wilhelm II.)
- 1937 Kammersänger (Verleihung durch Adolf Hitler, der anlässlich des Jahrestages der Machtergreifung 1937 zahlreiche Musiker mit Titeln auszeichnete[16][17])
- 1952 Goethe-Preis der Stadt Berlin
- 1957 Großes Bundesverdienstkreuz durch Theodor Heuss
- 1964 Ehrenpensionär der Metropolitan Opera New York
- 1965 Ehrengrab auf dem Friedhof Heerstraße (Feld 18-B-9); Ehrengrabstatus 2005 aufgehoben[18]
- 1976 „Michael-Bohnen-Ring“ in der Berlin-Neuköllner High-Deck-Siedlung:[19]
- 2002 Gedenktafel am Wohnhaus in Berlin, Kurfürstendamm 50[20]
- Ehrenmitglied der Deutschen Oper Berlin
- Büste im Rangfoyer der Deutschen Oper Berlin
- Ständige Ausstellung seines Familienwappenringes im Foyer der Metropolitan Opera New York
- Gedenktafel am Geburtshaus in Köln, Friesenwall 102 a[21]
- Gedenktafel am Standort der alten Jugendstil Oper in Köln, Habsburgerring 13

## Sonstiges
Bohnen war ein begeisterter Anhänger des Karambolagebillards. Er gehörte zu den Ehrengästen der Deutschen Dreiband-Meisterschaft 1957 in Berlin. Ihm wurde auch die Ehre zuteil, dem Sieger August Tiedtke den von ihm selbst gestifteten Pokal zu überreichen. Dies tat er mit den Worten:

„Diese Venus ist kopflos, diese Venus ist kalt,

Probier sie zu erringen, und ihr merkt es dann bald!

Der Wettstoß nach dieser Venus sei „Ehrgeiz“ gar vieler.

Sie ist nun Triumphpreis für Dreibandspieler.

Und wer will den Besten mit diesem Sinnbild belohnen?

Der Dreibandsänger Michael Bohnen.“

Besorgt hatte ihm die Statue sein italienischer Freund und Kollege Benjamino Gigli.